# سیارک ۴۸۴۸۲
سیارک ۴۸۴۸۲ (به انگلیسی: 48482 Oruki، نامگذاری:1992CN) چهل و هشت هزار و چهارصد و هشتاد و دومین سیارک کشف شده‌است که در ۵ فوریه ۱۹۹۲ کشف شد.